# Campeonato Paranaense de Futebol Feminino de 2017
O Campeonato Paranaense de Futebol Feminino de 2017, é a 18ª edição da competição, a qual conta com a participação de 3 clubes. Sua organização, foi de competência da Federação Paranaense de Futebol.

## Regulamento
Fase Única: As três equipes jogam entre si em turno e returno. Será considerado campeão, o clube que ao final da última rodada do returno que obtiver o maior número de pontos.
O clube melhor colocado na classificação geral do campeonato será contemplado com a indicação da FPF para disputar o Campeonato Brasileiro de Futebol Feminino de 2018 - Série A2, conforme critérios e regulamentação da CBF e da FPF.
Na hipótese do clube melhor colocado na classificação geral do campeonato já possuir vaga no Campeonato Brasileiro de Futebol Feminino de 2018 - Série A1, a vaga da A2 será destinada ao clube com melhor colocação na classificação geral subsequente.

### Critérios de desempate
1. Maior número de vitórias;
2. Maior saldo de gols;
3. Maior número de gols a favor;
4. Menor número de cartões vermelhos;
5. Menor número de cartões amarelos;
6. Sorteio.

## Classificação
| Pos | Times         | Pts | J | V | E | D | GP | GC | SG  | %   | Classificação                                                  |
| --- | ------------- | --- | - | - | - | - | -- | -- | --- | --- | -------------------------------------------------------------- |
| 1   | Foz Cataratas | 12  | 4 | 4 | 0 | 0 | 28 | 1  | +27 | 100 | Campeão                                                        |
| 2   | Toledo        | 6   | 4 | 2 | 0 | 2 | 15 | 11 | +4  | 50  | Vice-Campeão e classificado para o Brasileiro Série A2 de 2018 |
| 3   | Imperial      | 0   | 4 | 0 | 0 | 4 | 2  | 33 | –31 | 0   |                                                                |

## Confrontos
Para ler a tabela, a linha horizontal representa os jogos da equipe como mandante. A coluna vertical indica os jogos da equipe como visitante.
|               | FOZ | IMP  | TOL |
| ------------- | --- | ---- | --- |
| Foz Cataratas | —   | 13–0 | 6–1 |
| Imperial      | 0–6 | —    | 2–7 |
| Toledo        | 0–3 | 7–0  | —   |